# Trevor W. Payne
Trevor Winston Payne, CM (* 21. Dezember 1948 in Black Rock, Bridgetown, Barbados) ist ein kanadischer Musiker, Komponist und Hochschullehrer.

## Leben
Payne wurde als Staatsangehöriger von Barbados geboren. Seine Familie emigrierte im Jahr 1958 nach Montreal. Er wurde 1982 kanadischer Staatsbürger.
Payne studierte Orchesterleitung an der McGill University in Montreal. Am John Abbott College in Sainte-Anne-de-Bellevue (Québec) lehrte er von 1974 bis zu seinem Ruhestand im Jahr 2006. Seit 1976 war er dort musikalischer Direktor.

## Werk
Seit 1965 war Payne Sänger der Gruppe Trevor Payne and the Triangle, die Soul und Rhythm and Blues spielte. Die Band trat später unter dem Namen Kanda Kanda auf und spielte unter anderem gemeinsam mit The Doors, Jefferson Airplane, Joe Cocker, Van Morrison und Jethro Tull. Im Jahr 1974 gründete er den Gospelchor Montreal Black Community Youth Choir. Den Nachfolgechor Montreal Jubilation Gospel Choir leitet er seit dessen Gründung im Jahr 1982.

## Auszeichnungen
Im Jahr 1996 wurde er wegen seiner Verdienste um die Gospelmusik in Kanada durch Roméo LeBlanc zum Member des Order of Canada ernannt. Auf dem Ottawa Blues Festival erhielt er im Jahr 2000 den Thomas A. Dorsey Award. Mit der Golden Jubilee Medal wurde er 2002 anlässlich des goldenen Thronjubiläums von Königin Elisabeth II. ausgezeichnet.